# Унтервайд
Унтервайд (нем. Unterweid) — община в Германии, в земле Тюрингия. 
Входит в состав района Шмалькальден-Майнинген. Подчиняется управлению Хоэ Рён.  Население составляет 460 человек (на 31 декабря 2010 года). Занимает площадь 7,13 км².